# Rymosia exornata
Rymosia exornata är en tvåvingeart som beskrevs av Seguy 1941. Rymosia exornata ingår i släktet Rymosia och familjen svampmyggor. Inga underarter finns listade i Catalogue of Life.